# Zweckverband für Abfallwirtschaft in Nordwest-Oberfranken
Zweckverband für Abfallwirtschaft in Nordwest-Oberfranken ist ein Zweckverband für Abfallwirtschaft für die Stadt Coburg und die Landkreise Coburg, Kronach und Lichtenfels.

## Geschichte
Der Zweckverband wurde im Jahr 1974 von den Landkreisen Coburg, Kronach, Lichtenfels und der Stadt Coburg gegründet und ist seitdem zuständig für die Entsorgung und Verwertung der Abfälle von circa 260.000 Einwohnern. Im Jahr 1989 wurde das Müllheizkraftwerk Coburg in Betrieb genommen. Außerdem besteht die Zuständigkeit für mehrere Grüngutdeponien in der Region sowie einer Ausfall- und Reststoffdeponie der Deponieklasse 2 in Blumenrod.

## Aufgaben
- Errichtung und Betrieb eines Müllheizkraftwerkes (MHKW) in Coburg-Neuses
- Errichtung und Betrieb von Müllumladestationen in Kronach-Neuses und Lichtenfels-Seubelsdorf
- Schaffung und Betrieb einer Ausfall- und Reststoffdeponie, zur Deponierung nicht brennbarer Abfälle, in Rödental-Blumenrod
- Einführung und Bestandspflege der flächendeckenden Altpapiertonne
- Durchführung von Problemmüllsammlungen
- Gewerbeabfallberatung